# Atletica leggera ai Giochi della XIX Olimpiade - Lancio del martello
Il lancio del martello ha fatto parte del programma maschile di atletica leggera ai Giochi della XIX Olimpiade. La competizione si è svolta nei giorni 16-17 ottobre 1968 allo Stadio Olimpico Universitario di Città del Messico.

## L'eccellenza mondiale
| Campione olimpico 1964 | 69,74      | Romual'd Klim   | Presente |
| Campione europeo 1966  | 70,02      | Romual'd Klim   | Presente |
| Primatista mondiale    | 73,76 1968 | Gyula Zsivótzky | Presente |

## Risultati

### Turno eliminatorio
Qualificazione66,00 m
Tredici atleti ottengono la misura richiesta.

La miglior prestazione appartiene a Gyula Zsivótzky (Hun), il primatista mondiale, che con 72,60 stabilisce il nuovo record olimpico.
| Pos. | Atleta               | Nazione          | Prove | Prove | Prove | Misura | Note            |
| Pos. | Atleta               | Nazione          | 1°    | 2°    | 3°    | Misura | Note            |
| ---- | -------------------- | ---------------- | ----- | ----- | ----- | ------ | --------------- |
| 1    | Gyula Zsivótzky      | Ungheria         | 72,60 | -     | -     | 72,60  | Record olimpico |
| 2    | Lázár Lovász         | Ungheria         | 68,96 | -     | -     | 68,96  | Q               |
| 3    | Helmuth Baumann      | Germania Est     | 68,24 | -     | -     | 68,24  | Q               |
| 4    | Reinhard Theimer     | Germania Est     | 65,78 | 68,12 | -     | 68,12  | Q               |
| 5    | Hans Fahsl           | Germania Ovest   | 65,80 | 67,90 | -     | 67,90  | Q               |
| 6    | Takeo Sugawara       | Giappone         | 67,76 | -     | -     | 67,76  | Q               |
| 7    | Gennady Kondrashov   | Unione Sovietica | 67,56 | -     | -     | 67,56  | Q               |
| 8    | Ed Burke             | Stati Uniti      | 67,36 | -     | -     | 67,36  | Q               |
| 9    | Romual'd Klim        | Unione Sovietica | 66,82 | -     | -     | 66,82  | Q               |
| 10   | Anatoly Shchuplyakov | Unione Sovietica | 64,78 | 66,56 | -     | 66,56  | Q               |
| 11   | Uwe Beyer            | Germania Ovest   | 65,02 | 64,88 | 65,44 | 65,44  |                 |

| Pos. | Atleta             | Nazione        | Prove | Prove | Prove | Misura | Note |
| Pos. | Atleta             | Nazione        | 1°    | 2°    | 3°    | Misura | Note |
| ---- | ------------------ | -------------- | ----- | ----- | ----- | ------ | ---- |
| 1    | Sándor Eckschmiedt | Ungheria       | 68,60 | -     | -     | 68,60  | Q    |
| 2    | Howard Payne       | Gran Bretagna  | 65,52 | 64,80 | 68,06 | 68,06  | Q    |
| 3    | Yoshihisa Ishida   | Giappone       | 67,16 | -     | -     | 67,16  | Q    |
| 4    | Al Hall            | Stati Uniti    | n     | 65,70 | 58,28 | 65,70  |      |
| 5    | Lutz Caspers       | Germania Ovest | n     | 65,54 | 64,70 | 65,54  |      |
| 6    | Harold Connolly    | Stati Uniti    | n     | n     | 65,00 | 65,00  |      |
| 7    | José Luis Martínez | Spagna         | 60,60 | 63,40 | 62,84 | 63,40  |      |
| 8    | Ernst Ammann       | Svizzera       | n     | 61,48 | 62,40 | 62,40  |      |
| 9    | Praveen Kumar      | India          | n     | 59,90 | 60,84 | 60,84  |      |
| 10   | Gustavo Morales    | Nicaragua      | n     | 43,88 | 45,76 | 45,76  |      |
| 11   | Carlos Hasbún      | El Salvador    | n     | 37,02 | 37,46 | 37,46  |      |

### Finale
Zsivótzky si alterna al comando con Romuald Klim (URSS), il campione uscente. Dopo i primi quattro lanci il russo è davanti con 73,28 (nuovo record olimpico) ma al quinto turno il magiaro piazza il lancio conclusivo che cade 8 cm più in là.
| Pos.    | Atleta               | Età | Nazione          | Prove | Prove | Prove | Prove                           | Prove                           | Prove                           | Misura | Note            |
| Pos.    | Atleta               | Età | Nazione          | 1°    | 2°    | 3°    | 4°                              | 5°                              | 6°                              | Misura | Note            |
| ------- | -------------------- | --- | ---------------- | ----- | ----- | ----- | ------------------------------- | ------------------------------- | ------------------------------- | ------ | --------------- |
| Oro     | Gyula Zsivótzky      | 31  | Ungheria         | 72,26 | 72,46 | 72,54 | n                               | 73,36                           | 72,22                           | 73,36  | Record olimpico |
| Argento | Romual'd Klim        | 35  | Unione Sovietica | 72,24 | 68,96 | 72,82 | 73,28                           | 71,16                           | 71,64                           | 73,28  |                 |
| Bronzo  | Lázár Lovász         | 26  | Ungheria         | 64,76 | n     | 69,78 | n                               | 69,38                           | n                               | 69,78  |                 |
| 4       | Takeo Sugawara       | 30  | Giappone         | 67,24 | 68,12 | n     | 69,06                           | 69,78                           | 61,40                           | 69,78  |                 |
| 5       | Sándor Eckschmiedt   | 29  | Ungheria         | 67,84 | 68,50 | 69,46 | n                               | 67,64                           | 68,08                           | 69,46  |                 |
| 6       | Gennady Kondrashov   | 29  | Unione Sovietica | 69,08 | 67,00 | 68,64 | 67,10                           | 67,98                           | 67,70                           | 69,08  |                 |
| 7       | Reinhard Theimer     | 20  | Germania Est     | 68,82 | n     | 66,16 | 68,84                           | 67,86                           | 63,54                           | 68,84  |                 |
| 8       | Helmuth Baumann      | 28  | Germania Est     | 65,94 | 66,98 | 68,26 | n                               | 63,76                           | n                               | 68,26  |                 |
| 9       | Anatoly Shchuplyakov | 30  | Unione Sovietica | 67,58 | 67,74 | 66,90 | Non qualificati ai lanci finali | Non qualificati ai lanci finali | Non qualificati ai lanci finali | 67,74  |                 |
| 10      | Howard Payne         | 37  | Gran Bretagna    | 65,98 | 67,62 | 66,58 | Non qualificati ai lanci finali | Non qualificati ai lanci finali | Non qualificati ai lanci finali | 67,62  |                 |
| 11      | Hans Fahsl           | 27  | Germania Ovest   | n     | 64,00 | 66,36 | Non qualificati ai lanci finali | Non qualificati ai lanci finali | Non qualificati ai lanci finali | 66,36  |                 |
| 12      | Ed Burke             | 28  | Stati Uniti      | n     | 65,72 | 65,46 | Non qualificati ai lanci finali | Non qualificati ai lanci finali | Non qualificati ai lanci finali | 65,72  |                 |
| 13      | Yoshihisa Ishida     | 24  | Giappone         | 65,04 | 63,72 | n     | Non qualificati ai lanci finali | Non qualificati ai lanci finali | Non qualificati ai lanci finali | 65,04  |                 |